# 艾尔·阿特尔斯
小艾尔文·奥斯汀·阿特尔斯（英語：Alvin Austin Attles Jr.， 1936年11月7日—2024年8月20日），美国前职业篮球运动员和教练。曾长时间效力于金州勇士。

## 早年
阿特尔斯毕业于维奎伊奇高中和北卡罗来纳州立农业技术大学，获得体育和历史学士以及课程与教学论硕士。他在被勇士选中时计划成为其本地初中的教练，因此他在前往训练营之前一度拒绝了球队的邀请。